# Budots
Budots est un genre de musique électronique ayant émergé à Davao, aux Philippines. Il se répand ensuite dans les régions de langue bisaya. Basé sur la house et les rythmes tangonggo de Sama-Bajau, il est considéré comme la première electronic dance music (EDM) dite « philippine », caractérisée par son utilisation intensive de percussions, de basses hypnotiques, de sifflements aigus tiw ti-ti-tiw et de bruits organiques qui entourent la ville. Il est créé pour compléter une forme de danse de rue freestyle (danse improvisée) qui porte le même nom.

## Étymologie
Budots est un mot d'argot bisaya désignant un fainéant (tagalog : tambay). Une thèse de licence publiée à l'Unibersidad ng Pilipinas, Mindanao (université des Philippines, Mindanao) suggère que l'argot provient du mot bisaya burot signifiant « gonfler », un euphémisme désignant les jeunes délinquants reniflant de la colle appelés rugby boys. La publication affirme également que les rugbymen dansent dans un style appelé budots pour dissimuler leur consommation de drogue,. Il peut également provenir du mot bisaya tabudots, qui signifie « une personne qui danse avec des mouvements imprévisibles. »

## Origines
Un danseur de budots place son poing sur son nez, de la même manière que les rugby boys reniflent la colle dans des sacs plastique. La danse de budots finit par faire son chemin parmi les clochards au chômage qui traînent dans la ville de Davao. Le style est de nature « vermoulue » ou « ragdoll » et consiste à se déhancher tout en bougeant les bras et les jambes dans des mouvements lents. L'un de ses mouvements caractéristiques consiste à ouvrir et fermer les genoux en position accroupie, les bras se balançant et pointant au hasard,. Malgré ses mouvements libres, les poses de la danse budots sont peut-être inspirées par le peuple Sama-Bajau (localement appelé simplement Badjao) qui se produit en tant qu'animateur de rue, soit par des variations de la danse traditionnelle Pangalay, soit par leurs arts martiaux indigènes tels que le kuntaw et le langka baruwang.